# NN-174
La carretera NN‑174 es una vía departamental secundaria ubicada en el departamento de Managua. Conecta los destinos turísticos de Pochomil y Masachapa, ambos en la costa del Pacífico, siendo una importante ruta para el acceso entre playas.

## Trazado y cruces
| km   | Localidad / Punto | Departamento | Conexión / Ruta |
| ---- | ----------------- | ------------ | --------------- |
| 0,0  | Pochomil          | Managua      |                 |
| 3,1  | El Salto          | Managua      | Camino rural    |
| 6,41 | Masachapa         | Managua      | NN-173          |

## Coordenadas
Uno de los tramos de la NN‑174 puede ser encontrado en las coordenadas: 11°46′20″N 86°31′37″O / 11.7723, -86.5270